# Caerphilly
Caerphilly (in gallese Caerffili) è una comunità del Galles meridionale, nell'omonimo distretto di contea, avente una popolazione di circa 31 000 abitanti. Posizionata a circa 2-3 miglia dai sobborghi Lisvane e Rhiwbina di Cardiff, è da essi separata dal Monte Caerphilly.

## Geografia
Caerphilly è situata a 12 km a nord di Cardiff, nella valle del fiume Rhymney.

## Monumenti e luoghi d'interesse
- Castello di Caerphilly, il più grande castello del Galles e secondo della Gran Bretagna dopo il Castello di Windsor, nonché per l'omonimo formaggio qui prodotto.

## Cultura

### Gastronomia
Nei dintorni della cittadina si produce il formaggio Caerphilly.

## Amministrazione

### Gemellaggi
- Ludwigsburg, dal 1960

## Curiosità

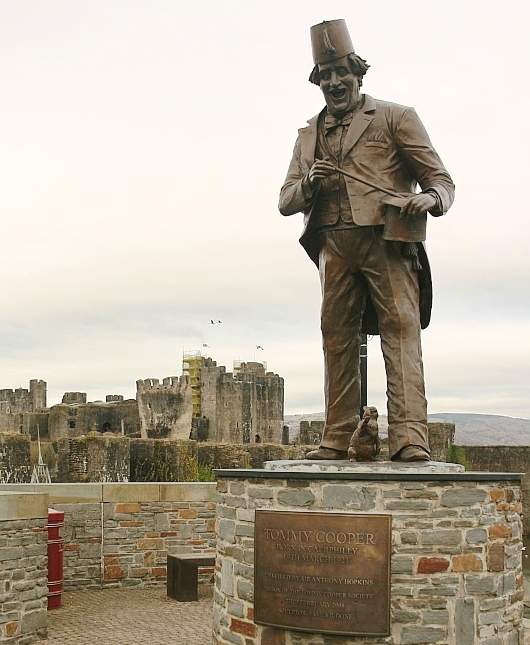
Statua di Tommy Cooper, presso il Castello di Caerphilly

Nei pressi dell'entrata principale del castello è posta la statua del comico gallese Tommy Cooper.